# 角唇瓢蜡蝉属
角唇瓢蜡蝉属（学名：Eusudasina）是瓢蜡蝉科下的一个属。

## 下属物种
本属包括以下物种：
- 南投角唇瓢蜡蝉 Eusudasina nantouensis Yang, 1994
- 五斑角唇瓢蜡蝉 Eusudasina quinquemaculata Meng, Qin et Wang
- 小刺角唇瓢蜡蝉 Eusudasina spinosa Meng, Qin et Wang